# Robert Laugs

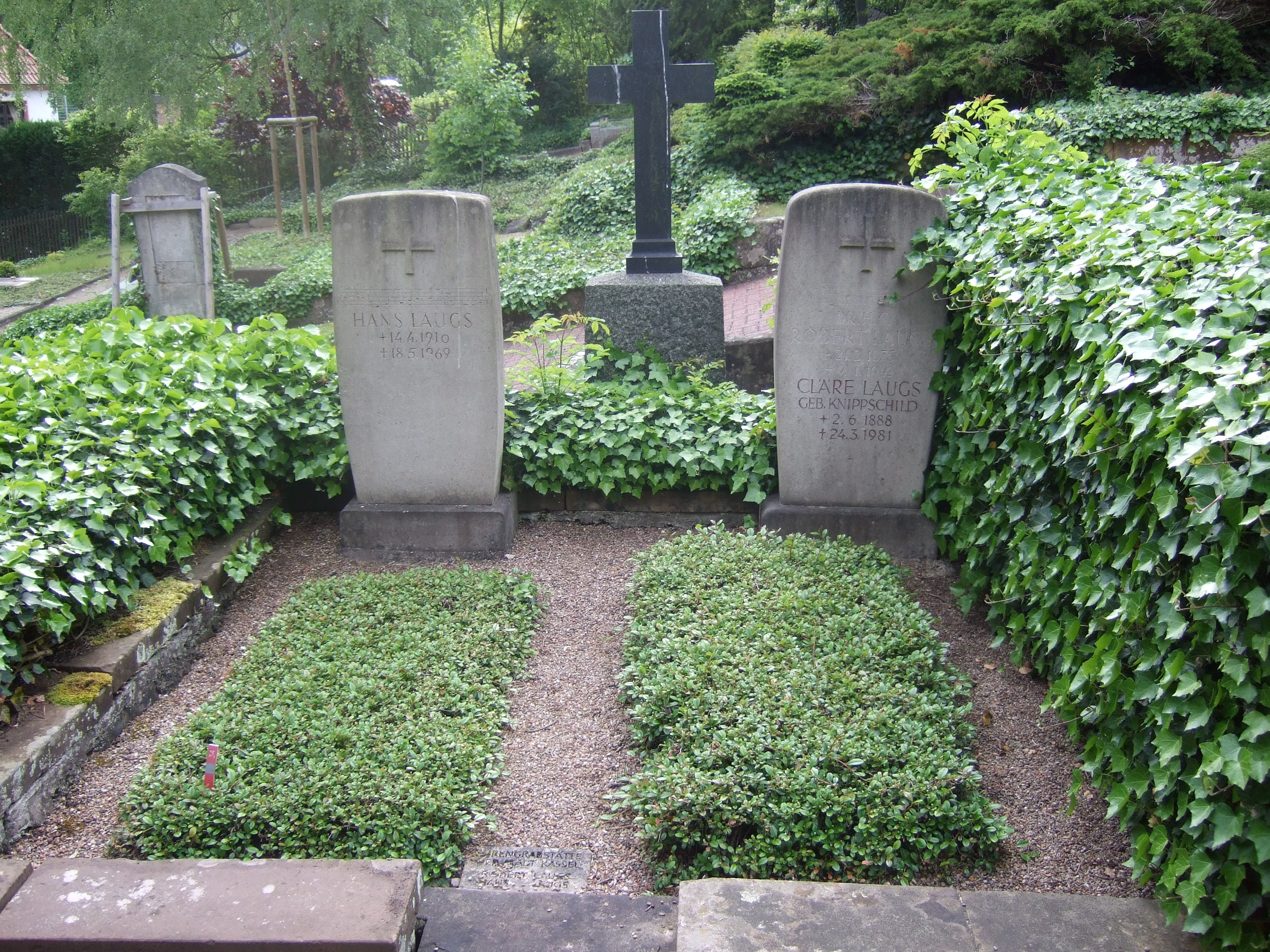
Grab von Robert Laugs auf dem Friedhof Kassel-Wahlershausen

Robert Laugs (* 21. Februar 1875 in Saarbrücken; † 9. Januar 1942 in Kassel) war ein deutscher Dirigent und Kapellmeister.

## Leben
Laugs studierte von 1892 bis 1896 am Kölner Konservatorium; im Anschluss leitete er die dortigen Ausbildungsklassen.
Im Jahr 1903 wurde er Dirigent der Konzertgesellschaft in Hagen und gründete dort die Städtische Musikschule. Ab 1907 leitete er für einige Jahre die Konzerte der königlichen Kapelle in Berlin und wurde 1913 Kapellmeister an  der Königlichen Oper Unter den Linden.
1914 wurde er Leitender Kapellmeister am Staatstheater Kassel. Diesen Posten behielt er bis zu seinem Tod 1942. In den Jahren 1922 bis 1933 leitete er den Kasseler A-Cappella-Chor, bis 1941 dirigierte er das Kasseler Staatstheaterorchester.
Laugs war Vorsitzender des Musikausschusses im Deutschen Sängerbund. Im Jahr 1927 wurde er von der Universität Marburg zum Dr. h. c. ernannt. Zum 1. Mai 1933 trat er der NSDAP bei (Mitgliedsnummer 3.515.160).
Sein Sohn war der Dirigent und Pianist Richard Laugs.